# Verwaltungseinheiten der Region Maluku
Diese Liste der Verwaltungseinheiten der Region Maluku (Molukken) enthält alle Verwaltungseinheiten der 2. Ebene – Regierungsbezirke (indonesisch Kabupaten) und autonomen Städte (indonesisch Kota) lt. Stand von Ende 2023 mit ihren zwei Gebietscodes, den Katasterfächen und Einwohnerzahlen sowie der daraus berechneten Bevölkerungsdichte. In den letzten drei Spalten sind ebenso die Anzahl der dazugehörigen Distrikte (indonesisch Kecamatan), Dörfer (indonesisch Desa) und Dörfer mit städtischem Charakter (indonesisch Kelurahan) ausgewiesen. Außerdem wird in drei nicht zusammenhängenden Spalten die Platzierung innerhalb der 17 Kabupaten und der 4 Kota der Insel angezeigt, ebenfalls die Reihenfolge der Bevölkerungsdichte für alle 21 Verwaltungseinheiten der 2. Ebene.
| PUM- Code 1 | BPS- Code 2 | Name Kab. / Kota          | Fläche   | Rang | Einwohner | Rang | Dichte   | Rang | Kecamatan | Desa | Kelurahan |
| ----------- | ----------- | ------------------------- | -------- | ---- | --------- | ---- | -------- | ---- | --------- | ---- | --------- |
| 81.01       | 8103        | Kab. Maluku Tengah        | 8.253,93 | 1    | 430.798   | 1    | 52,19    | 9    | 18        | 186  | 6         |
| 81.02       | 8102        | Kab. Maluku Tenggara      | 1.016,88 | 18   | 129.257   | 11   | 127,11   | 4    | 11        | 190  | 1         |
| 81.03       | 8101        | Kab. Kepulauan Tanimbar00 | 4.431,08 | 9    | 130.278   | 10   | 29,40    | 14   | 10        | 80   | 2         |
| 81.04       | 8104        | Kab. Buru                 | 4.915,85 | 7    | 139.408   | 7    | 28,36    | 15   | 10        | 82   | –0        |
| 81.05       | 8107        | Kab. Seram Bagian Timur   | 5.725,45 | 5    | 138.580   | 8    | 24,20    | 16   | 15        | 198  | –0        |
| 81.06       | 8106        | Kab. Seram Bagian Barat   | 5.009,51 | 6    | 214.979   | 4    | 42,91    | 10   | 11        | 92   | –0        |
| 81.07       | 8105        | Kab. Kepulauan Aru        | 8.096,73 | 2    | 109.947   | 13   | 13,58    | 21   | 10        | 117  | 2         |
| 81.08       | 8108        | Kab. Maluku Barat Daya    | 4.551,68 | 8    | 93.766    | 17   | 20,60    | 19   | 17        | 117  | 1         |
| 81.09       | 8109        | Kab. Buru Selatan         | 3.678,41 | 10   | 79.017    | 20   | 21,48    | 18   | 6         | 81   | –0        |
| 81.71       | 8171        | Kota Ambon                | 236,66   | 19   | 355.365   | 2    | 1.501,58 | 1    | 5         | 30   | 20        |
| 81.72       | 8172        | Kota Tual                 | 234,46   | 20   | 90.548    | 18   | 386,19   | 3    | 5         | 27   | 3         |
| 82.01       | 8201        | Kab. Halmahera Barat      | 2.239,11 | 15   | 137.543   | 9    | 61,43    | 6    | 9         | 173  | –0        |
| 82.02       | 8202        | Kab. Halmahera Tengah     | 2.276,90 | 14   | 96.977    | 16   | 42,59    | 11   | 10        | 61   | –0        |
| 82.03       | 8205        | Kab. Halmahera Utara      | 3.404,64 | 11   | 203.213   | 6    | 59,69    | 7    | 17        | 196  | –0        |
| 82.04       | 8204        | Kab. Halmahera Selatan    | 8.096,40 | 3    | 255.384   | 3    | 31,54    | 13   | 30        | 249  | –0        |
| 82.05       | 8203        | Kab. Kepulauan Sula       | 1.778,52 | 16   | 105.095   | 14   | 59,09    | 8    | 12        | 78   | –0        |
| 82.06       | 8206        | Kab. Halmahera Timur      | 6.488,72 | 4    | 97.895    | 15   | 15,09    | 20   | 10        | 102  | –0        |
| 82.07       | 8207        | Kab. Pulau Morotai        | 2.337,33 | 13   | 80.566    | 19   | 34,47    | 12   | 6         | 88   | –0        |
| 82.08       | 8208        | Kab. Pulau Taliabu        | 2.985,75 | 12   | 64.885    | 21   | 21,73    | 17   | 8         | 71   | –0        |
| 82.71       | 8271        | Kota Ternate              | 162,20   | 21   | 204.920   | 5    | 1.263,36 | 2    | 8         | –0   | 78        |
| 82.72       | 8272        | Kota Tidore Kepulauan     | 1.703,32 | 17   | 118.613   | 12   | 69,64    | 5    | 8         | 49   | 40        |

## Durchschnittswerte und Anteile
Diese zusammenfassende Tabelle zeigt eine statistische Auswertung der Anteile beider Provinzen in der Region Maluku sowie die Durchschnittswerte der untergeordneten Verwaltungseinheiten (Kabupaten, Kecamatan, Desa und Kelurahan) dieser. Die Werte wurden alle rechnerisch ermittelt und basieren auf den Fortschreibungszahlen der Einwohnerämter vom Jahresende 2023.
| Provinz (Anzahl der Kabupaten und Kota) | Summen und Anteile | Summen und Anteile | Summen und Anteile | Summen und Anteile | Summen und Anteile | Anzahl der Einheiten | Anzahl der Einheiten | Anzahl der Einheiten | Durchschnittswerte | Durchschnittswerte | Durchschnittswerte | Durchschnittswerte | Durchschnittswerte | Durchschnittswerte |
| Provinz (Anzahl der Kabupaten und Kota) | Fläche             | Anteil (%)         | Bevölkerung        | Anteil (%)         | Dichte             | Anzahl der Einheiten | Anzahl der Einheiten | Anzahl der Einheiten | Kab. u. Kota       | Kab. u. Kota       | Kecamatan          | Kecamatan          | Desa u. Kelurahan  | Desa u. Kelurahan  |
| --------------------------------------- | ------------------ | ------------------ | ------------------ | ------------------ | ------------------ | -------------------- | -------------------- | -------------------- | ------------------ | ------------------ | ------------------ | ------------------ | ------------------ | ------------------ |
| Provinz (Anzahl der Kabupaten und Kota) | Größe (km²)        | Anteil (%)         | Anzahl             | Anteil (%)         | Einw. je km²       | Kec.                 | Desa                 | Kel.                 | Fläche (km²)       | Einw.              | Fläche (km²)       | Einw.              | Fläche (km²)       | Einw.              |
| 81 Maluku (10 / 1)                      | 46.150,64          | 59,45              | 1.911.943          | 58,34              | 41,43              | 118                  | 1.200                | 35                   | 4.195,51           | 173.813            | 391,11             | 16.203             | 37,37              | 1.548              |
| 82 Maluku Utara (8 / 2)                 | 31.472,90          | 40,55              | 1.365.091          | 41,66              | 43,37              | 118                  | 1.067                | 118                  | 3.147,29           | 136.509            | 266,72             | 11.569             | 26,56              | 1.152              |
| REGION MALUKU                           | 77.623,54          |                    | 3.277.034          |                    | 42,22              | 236                  | 2.267                | 153                  | 3.696,36           | 156.049            | 328,91             | 13.886             | 32,08              | 1.354              |
| 18 Kabupaten                            | 75.523,55          | 97,29              | 2.862.953          | 87,36              | 37,91              | 215                  | 2.191                | 32                   | 4.442,56           | 168.409            | 351,27             | 13.316             | 33,97              | 1.288              |
| 3 Kota                                  | 2.099,99           | 2,71               | 414.081            | 12,64              | 197,18             | 21                   | 76                   | 121                  | 525,00             | 103.520            | 100,00             | 19.718             | 10,66              | 2.102              |
| REGION MALUKU                           | 77.623,54          |                    | 3.277.034          |                    | 42,22              | 236                  | 2.267                | 153                  | 3.696,36           | 156.049            | 328,91             | 13.886             | 32,08              | 1.354              |